# Gastrocymba quadriradiata
Gastrocymba quadriradiata är en fiskart som först beskrevs av Hialmar Rendahl 1926.  Gastrocymba quadriradiata ingår i släktet Gastrocymba och familjen dubbelsugarfiskar. Inga underarter finns listade i Catalogue of Life.